# 冈山商科大学
冈山商科大学（日语：／）是一所日本私立大学，本校位于冈山县冈山市北区。始建于1911年，于1965年正式升格为大学。略称为商大、冈山商大、冈商大、冈商或OSU。冈山商科大学是一所综合性社会科学大学，设有法学院、经济学院、经营学院（经营学系和商学系）三个学院。

## 发展沿革
- 1954年-以吉备商科短期大学之名开校办学。
- 1956年-学校更名为冈山商科短期大学。
- 1965年-冈山商科大学成立（商学院商学系）。
- 1971年-商学院增设产业经营系。
- 1991年-设立法经学院（法律系、经济系）。
- 1995年-研究生院（商学研究科）开设硕士课程。
- 1997年-商学院增设国际观光系。
- 1998年-硕士课程增设法学和经济学专业。
- 1999年-附属经营研究所更名为社会综合研究所。
- 2005年-法经学院分离重组为法学院和经济学院。
- 2007年-成立产学官合作中心并开设冈山商科大学孔子学院。
- 2009年-商学院重组为经营学院。经营学院设立经营学系和商业学系。
- 2015年-举办50周年纪念庆典暨祝贺会。
- 2017年-开设50周年纪念室（井尻纪念馆2楼）。
- 2024年-计划建造新校舍以庆祝建校60周年。

## 教育与研究

### 组织

#### 学院
- 法学院
  - 法学系
- 经济学院
  - 经济学系
- 经营学院
  - 经营学系
  - 商学系

#### 研究生院
- 法学研究科
- 经济学研究科
- 商学研究科

## 大学相关者
- 校长：井尻昭夫 教授
- 经营学部院长：西敏明 教授
- 经济学院院长：田中胜次 教授
- 法学院院长：白井谕 教授

### 附属学校
- 冈山商科大学附属高等学校

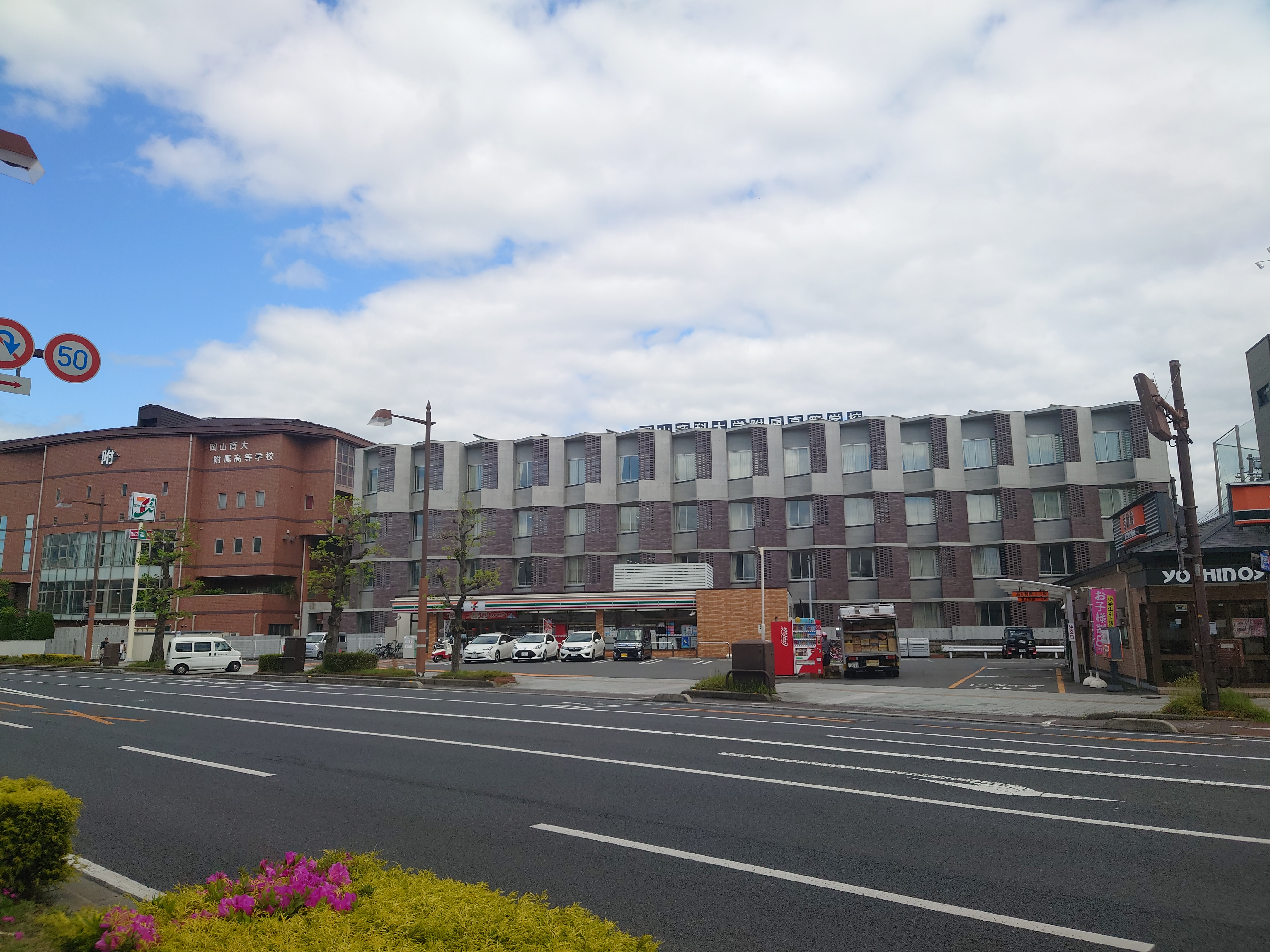
冈山商科大学附属高等学校

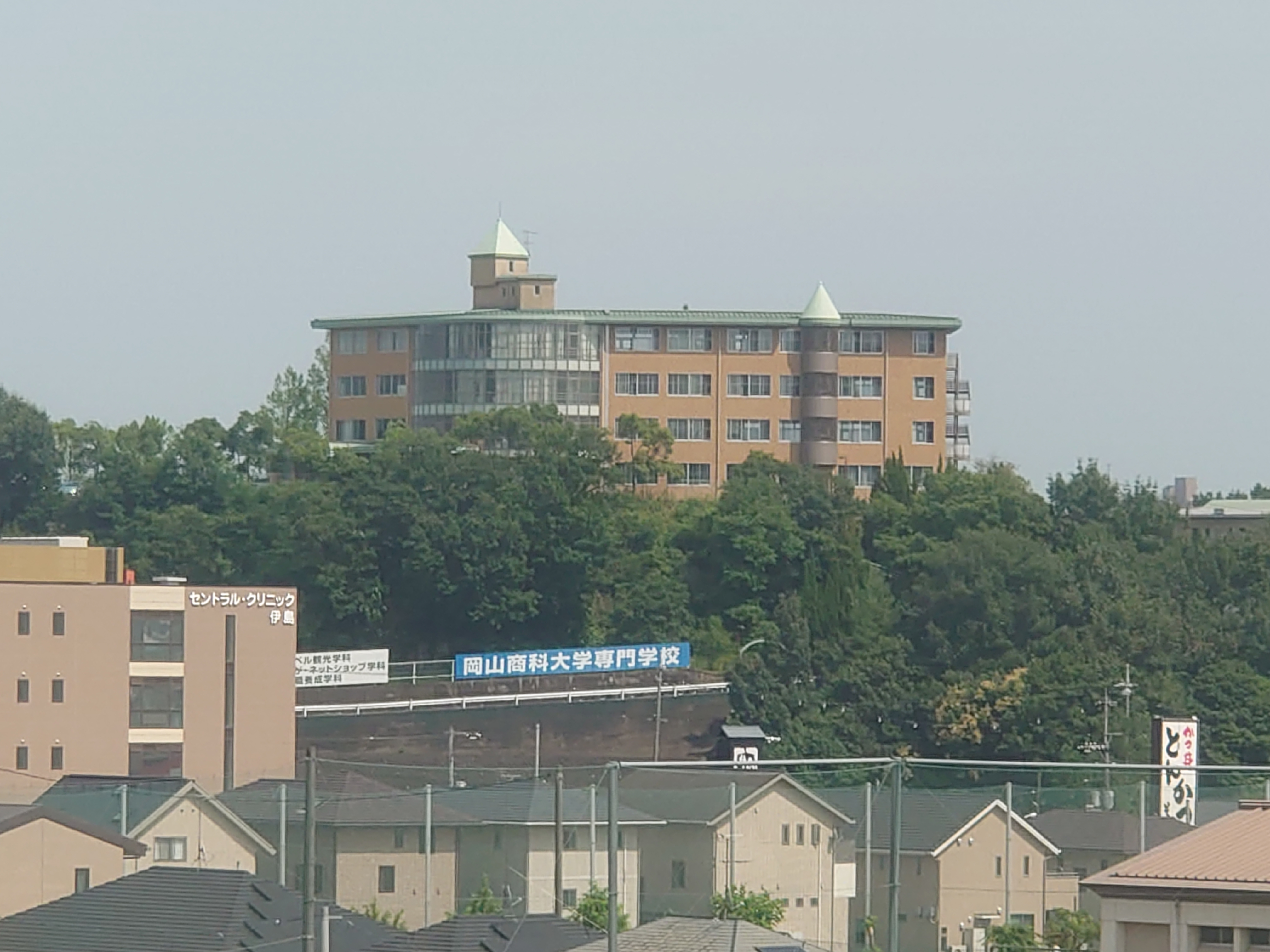
从冈山商科大学遥望冈山商科大学专门学校

- 冈山商科大学专门学校（主修旅游、时尚商务等课程）。

## 著名毕业生
- 吉田亲司-作家、虚拟战争编年史作家。代表作有《新世界大战》《铁锁的太平洋》《MM的魔术师》等
- 森下纯弘-职业手球运动员
- 三羽省吾-作家
- 筒井敦史-自行车赛车手
- 大城一郎- 爱媛县八幡滨市市长
- 川口素生——历史学家、作家
- 大立恭平-职业棒球运动员（2009年读卖巨人队训练选秀第4名）
- 近藤弘树-职业棒球运动员（2017年选秀第一名东北乐天金鹰队→ 现役：东京养乐多燕子队）
- 藏本治孝-职业棒球运动员（2017选秀第3名东京养乐多燕子队）
- 藤井裕 -高中棒球教练（关西高等学校经理）

## 交通方式

### 公共交通

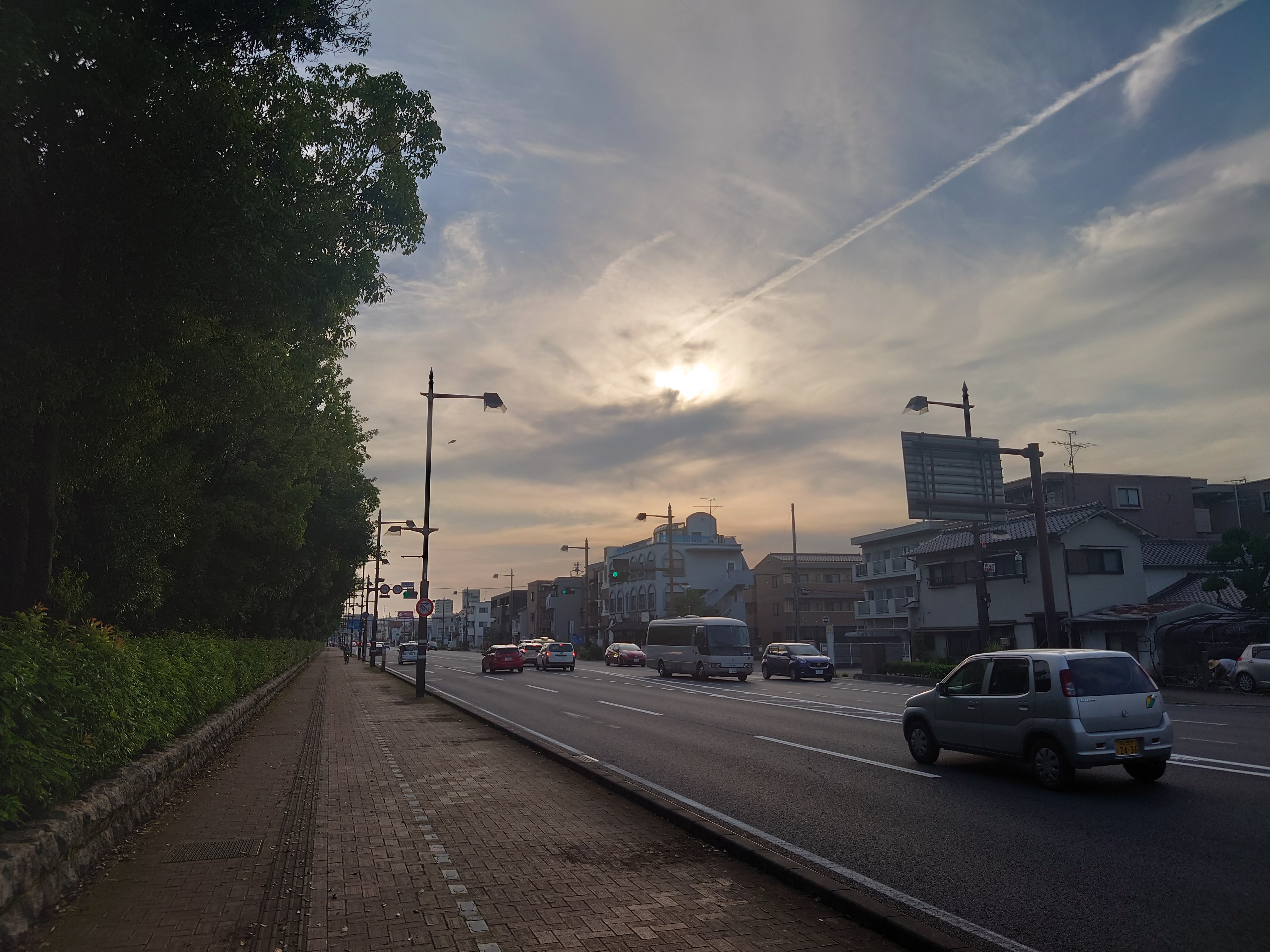

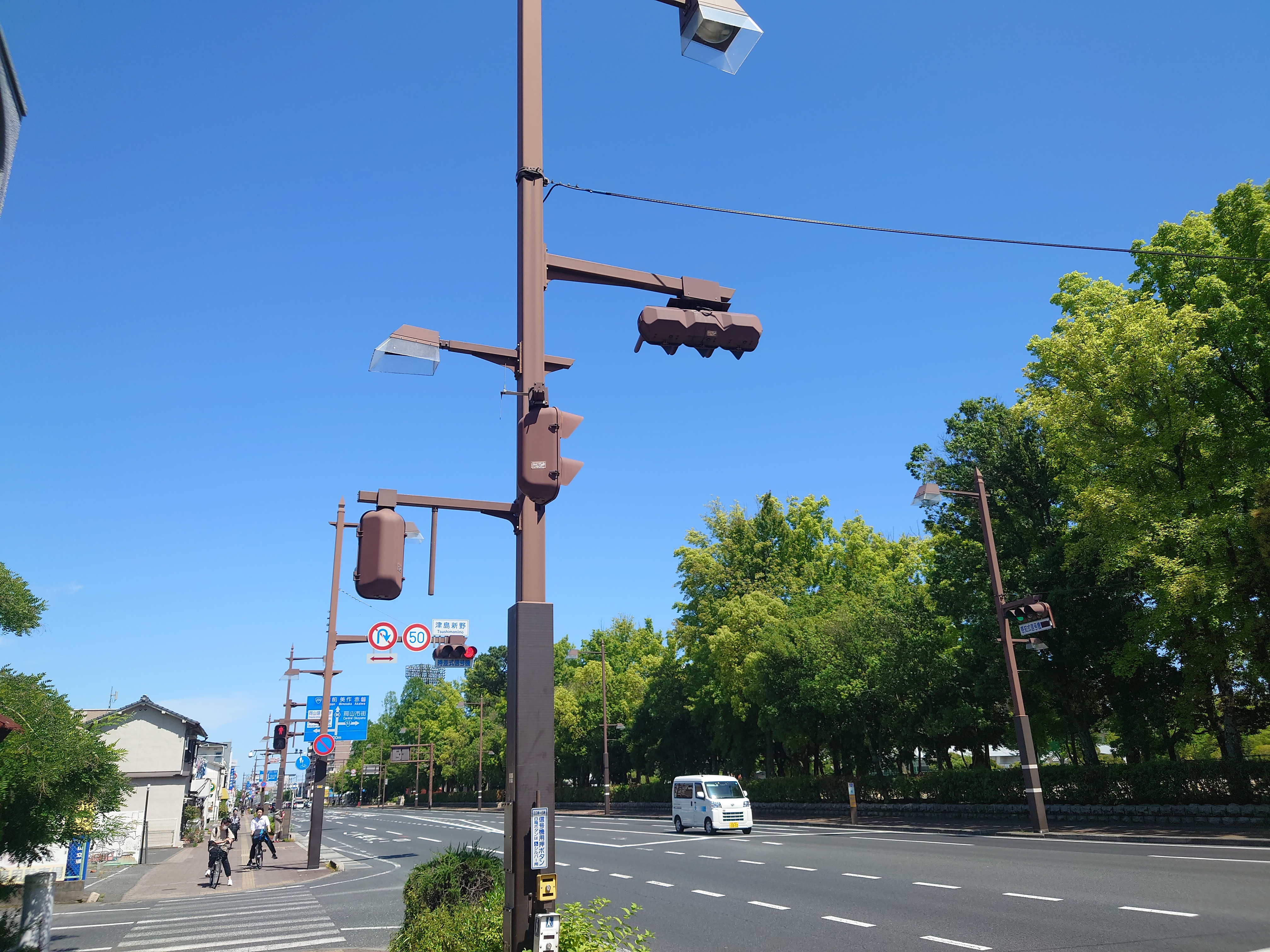
国道53号津岛段

- 从冈山站乘坐冈电巴士或中铁巴士约15分钟，在冈山商大前下车。

### 汽车

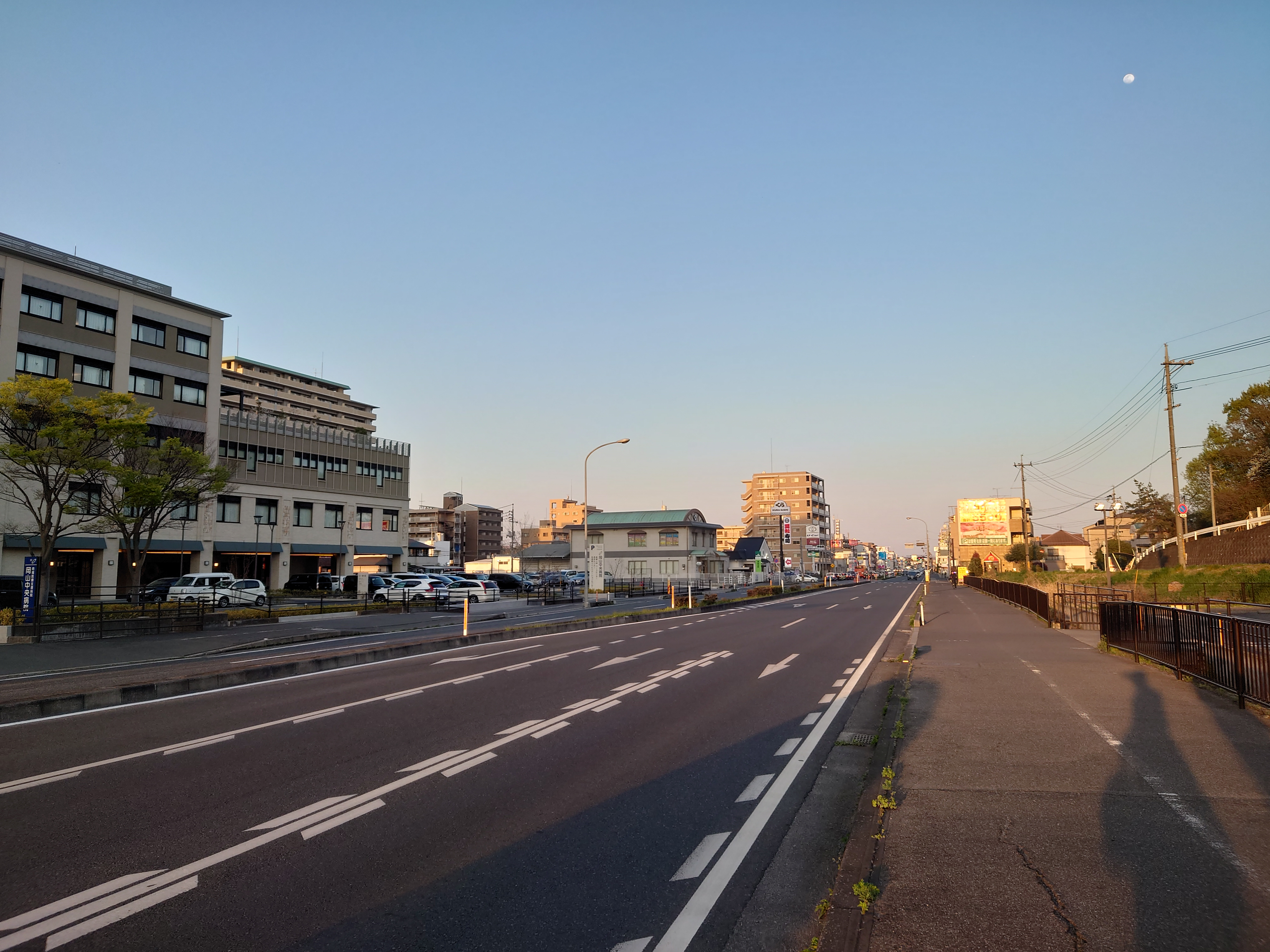
从冈山商大南沿53号国道眺望

- 从山阳自动车道冈山IC沿国道53号向南行驶约5分钟。
- 从冈山机场往冈山市内方向约20分钟。

## 附近设施

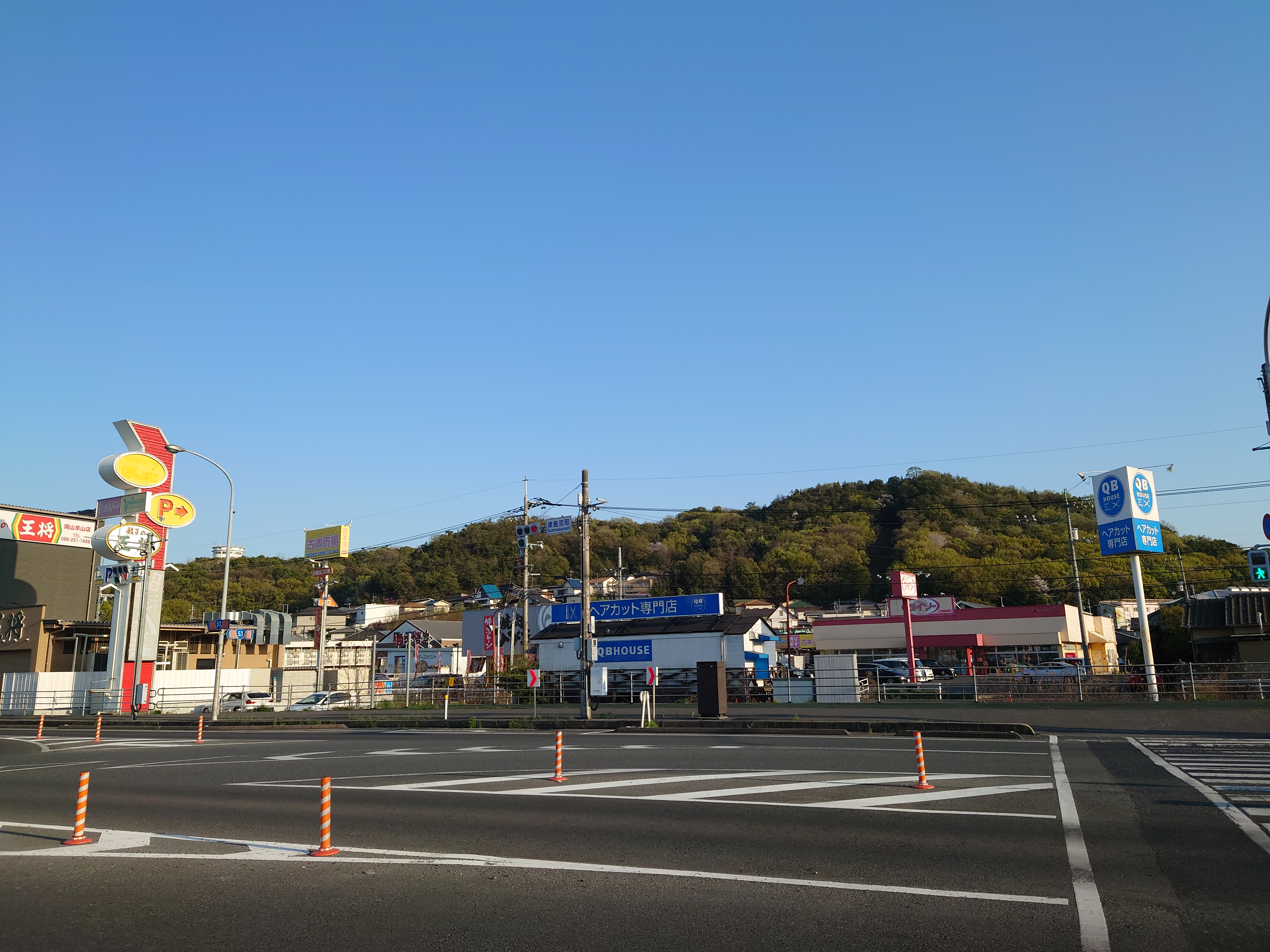
冈山商大南

- 国立医院机构冈山医疗中心
- 冈山县立冈山一宫高中
- 明诚学院高中
- 关西高等学校
- 冈山县立冈山工业高中
- 冈山县立乌城高中
- 国道53号
- 冈山县营棒球场
- 冈山中央医院

## 相关机构
- 冈山商科大学后援会

## 相关项目
- 日本大学列表
- 西日本的大学列表
- 日本私立大学
- 冈山县的大学